# Макшиболото
Макши́болото — річка в Україні, в межах Звенигородського і Тальнівського районів Черкаської області. Ліва притока Гірського Тікичу (басейн Південного Бугу).

## Назва
Назву ведуть до Болото Макоші - давньослов'янського жіночого божества — покровительки родючості та жіночої плодовитості.

## Опис
Довжина 33 км, площа басейну 209 км². Похил річки 2,6 м/км. Долина завширшки до 1,5—2 км. Річище звивисте, береги підвищені. Споруджено кілька ставків. 
Притоки: Макшіболотський, Залізнорудний (праві).

## Розташування
Макшиболото бере початок на північний захід від села Кобиляки (Звенигородський район). Тече спершу на південний схід/південь, у пониззі — на південний захід і захід. Від села Кобринова Гребля до гирла річка дуже меандрує — місцями тече на північ, місцями на південь. Впадає до Гірського Тікичу між селами Веселий Кут і Лащова.